# Efeito Werther

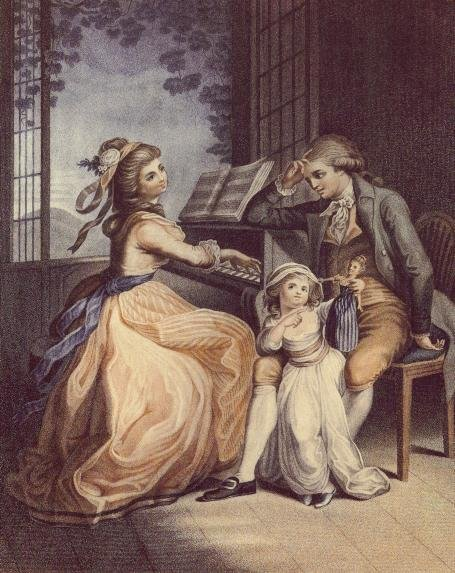
Werther e Charlotte, d'Os Sofrimentos do Jovem Werther

Um suicídio copiado é definido como a emulação de um outro suicídio do qual a pessoa que está tentando se suicidar tem ciência, seja devido a tradição e conhecimentos locais ou a representações do suicídio original em diferentes meios de comunicação, como televisão, livros e a internet.
Efeito Werther refere-se a um pico de emulações de suicídios depois de um suicídio amplamente divulgado. O nome se deve ao romance Os Sofrimentos do Jovem Werther do alemão Johann Wolfgang von Goethe.
Na ausência de fatores de proteção, o suicídio publicizado serve como um gatilho para o próximo suicídio por uma pessoa suscetível ou sugestionável. Isto é referenciado como suicídio por contágio. Eles ocasionalmente se espalham por uma escola, comunidade ou quando uma celebridade está envolvida, nacionalmente. Isto é chamado de suicídio em série ou suicídio em cluster. Suicídios em cluster são causados por aprendizagem social de comportamentos relacionados a suicídios, ou "suicídios copiados". Clusters pontuais são suicídios em série no espaço e no tempo, e tem sido ligados diretamente a socialização de indivíduos próximos. Clusters de massa são suicídios em cluster no tempo, mas não no espaço, e têm sido ligados a radiodifusão da informação relativa a suicídios de celebridades através da mídia de massa.
Para tentar prevenir esse tipo de suicídio, é comum em alguns países a mídia desencorajar reportagens sobre suicídios, exceto em casos especiais.

## História

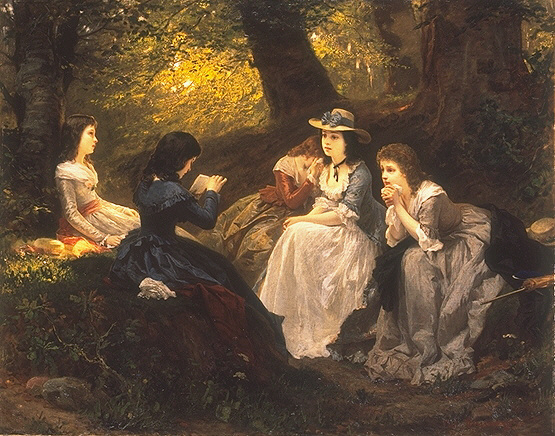
Leitura de Werther de Goethe - Wilhelm Amberg, 1870

Uma das associações mais antigas conhecidas entre mídia e suicídio surgiu do romance alemão Die Leiden des jungen Werther (Os Sofrimentos do Jovem Werther em português) de Goethe. Logo após a sua publicação em 1774, jovens começaram a imitar o personagem principal vestindo calças amarelas e jaquetas azuis.
No romance, Werther atira em si próprio com uma pistola depois da rejeição da mulher que ele amava, e logo após sua publicação começaram a existir relatos de jovens rapazes usando o mesmo método para se suicidarem em um ato de semelhante desesperança.
Isto resultou no banimento do livro em diversos lugares, como Leipzig e Copenhague. Em Milão, o Arcebispo ordenou a compra de todos os exemplares e os queimou em praça pública.
Daí o termo "Efeito Werther", usado na literatura técnica para designar uma onda de suicídios copiados. O termo foi cunhado pelo pesquisador David Phillips em 1974, dois séculos depois do romance de Goethe ser publicado.
Relatórios em 1985 e 1989 de Phillips e seus colegas descobriram que suicídios e outros acidentes parecem crescer depois de um suicídio bem publicizado.

## Fatores demográficos
Pessoas que são jovens ou velhas — mas não as pessoas de meia idade — parecem ser mais suscetíveis a esse efeito.
Devido a efeitos de identificação diferencial, as pessoas que tentam copiar um ato suicida tendem a ter a mesma idade e gênero que a pessoa do suicídio gatilho.

## Momento
Estes atos suicidas tendem a acontecer em dias ou às vezes semanas depois que um suicídio é anunciado. Em casos excepcionais, como um suicídio amplamente discutido de uma celebridade, um nível aumentado de pensamentos suicidas pode persistir por até um ano.

## Fatores em reportagens de suicídio
Suicídios copiados são principalmente atribuídos à mídia. Phillips disse "Ouvir sobre um suicídio parece fazer com que aquelas pessoas que são vulneráveis tenham permissão para tentá-lo." Ele cita estudos que mostraram era mais provável que pessoas se envolvessem em um comportamento desviante perigoso, como consumo de drogas, se alguém tivesse definido o exemplo primeiramente.
O efeito Werther não apenas prediz um crescimento de suicídios, mas também que a maioria desses suicídios vai ocorrer da mesma ou de similar maneira que o publicizado. Quanto maior a similaridade entre a pessoa do suicídio publicizado e a pessoa exposta a informação do caso, maior a probabilidade de que o grupo etário ou demográfico morrer por suicídio. O aumento geralmente acontece apenas em áreas onde a história do suicídio foi altamente publicizada. Ao saber do suicídio de outrem, algumas pessoas decidem que a ação pode ser mais apropriada para elas também, especialmente se o suicídio publicizado for de alguém em uma situação similar a delas.
Publicar os meios de suicídios, reportagens romantizadas e sensacionalistas, particularmente sobre celebridades, sugestões de que há uma epidemia, glorificando o falecido e simplificando as razões, todos esses levam a um aumento da taxa de suicídio. Pessoas podem ver suicídios como fins gloriosos, com a pessoa jovem ou idosa recebendo muita atenção, simpatia e preocupação nacional que ela nunca teve em vida.
Crescente taxa de suicídios tem demostrado ocorrer após dez dias de uma reportagem de televisão. Estudos no Japão e Alemanha têm replicado achados de um efeito de imitação. Etzersdorfer et al. em um estudo austríaco mostrou uma forte correlação entre o número de jornais distribuídos em várias áreas e o número de subsequentes suicídios por arma de fogo em cada área depois de uma reportagem midiática. As maiores taxas de suicídios copiados foram encontradas naquelas com similaridade em raça idade e gênero com a vítima da reportagem original.
Stack analisou os resultados de 42 estudos e descobriu que aqueles medindo o efeito de uma história de suicídio de celebridade foram 14,3 vezes mais prováveis de achar um efeito de cópia do que estudos que não mediam esse efeito. Estudos baseados em uma história real, oposta a uma ficcional eram 4,03 vezes mais prováveis de descobrir um efeito de cópia e pesquisas baseadas em histórias televisionadas eram 82% menos prováveis de reportar um efeito de cópia que pesquisas baseadas em jornais. Outros estudiosos têm sido menos assertivos sobre suicídios copiados realmente acontecem ou são seletivamente exagerados. Por exemplo, medos de uma onda de suicídio seguinte a morte de Kurt Cobain nunca se materializaram em um verdadeiro aumento de suicídios. Além disso, há evidências de um efeito Werther indireto, ou seja, a percepção de que o conteúdo suicida midiático influencia os outros, o que, por sua vez, pode concorrentemente ou adicionalmente influenciar os próprios pensamentos e comportamentos futuros de uma pessoa. Da mesma forma, o pesquisador Gerard Sullivan criticou a pesquisa sobre suicídios copiados, sugerindo que as análises de dados tem sido seletivas e enganosas, e que as evidências para suicídios copiados são muito menos consistentes do que o sugerido por alguns pesquisadores.
Muitas pessoas entrevistadas depois do suicídio de um parente ou amigo tem uma tendência de simplificar os problemas; seu luto pode levar a minimização ou ignorância de fatores significantes. Estudos mostram uma alta incidência de desordens psiquiátricas em vítimas de suicídios no momento de sua morte, com o número total variando de 98% a 87,3% com transtornos do humor e abuso de substâncias sendo as duas mais comuns. Estes são frequentemente não diagnosticados ou não tratados. Seus tratamentos podem resultar em reduções na taxa de suicídio.

## Modelo de prova social
Um modelo alternativo para explicar o suicídio copiado, chamado "prova social" por Cialdini, vai além de teorias de glorificação e simplificação de razões para olhar o porquê de suicídios copiados são tão similares, demograficamente e em métodos, ao suicídio publicizado. O modelo de prova social, pessoas imitam aquelas que parecem similares, apesar ou mesmo por causa da desaprovação social. Para lidar com esse problema, Alex Mesoudi, da Queen Mary University, desenvolveu um modelo computacional de uma comunidade de 1000 pessoas, para examinar como suicídios copiados ocorrem. Estas são divididas em 100 grupos de 10, em um modelo desenhado para representar diferentes níveis de organização social, como escolas ou hospitais dentro de uma cidade ou estado. Mesoudi então rodou a simulação através de 100 gerações. Ele descobriu que as pessoas simuladas agiram exatamente como as teoria dos sociologistas prediziam. Elas eram mais prováveis de morrer por suicídio em clusters, seja porque elas tenham aprendido esse traço de seus amigos, seja porque pessoas suicidas são mais prováveis de serem semelhantes umas as outras.

## Códigos jornalísticos
Diversos países tem códigos jornalísticos nacionais que tratam a temática do suicídio. Alguns vão do extremo de não mencionar esses casos, como o código de ética jornalística da Dinamarca:
| “                                                                         | Suicídios ou tentativas de suicídios não deverão ser mencionados a não ser que um interesse público óbvio requer ou justifica cobertura da imprensa, e nesse caso a menção deve ser tão atenciosa quanto possível. | ” |
| — Seção B, item 2 do código nacional de conduta jornalística da Dinamarca | |   |

Outros são menos restritivos, como o da Alemanha:
| “                                       | Reportar suicídios requerem restrições. Isto se aplica em particular a publicação de nomes e descrições detalhadas das circunstâncias. Exceções são justificáveis somente se o caso é da história contemporânea e interesse público. | ” |
| — Seção 8.5 do Código da Imprensa Alemã | |   |

O psicologista Alex Mesoudi recomenda que reporters sigam as orientações da Organização Mundial de Saúde para cobertura de qualquer suicídio:
- Evitar a cobertura sensacionalista, principalmente quando uma celebridade está envolvida.
- A cobertura deve ser minimizada até onde seja possível.
- Qualquer problema de saúde mental que a celebridade pudesse apresentar deve ser trazido à tona.
- Todos os esforços devem ser feitos para evitar exageros.
- Deve-se evitar fotografias do falecido, da cena do suicídio e do método utilizado.
- Devem ser evitadas descrições detalhadas do método usado
- O suicídio não deve ser mostrado como inexplicável ou de uma maneira simplista.

Embora muitos países não tenham códigos nacionais, os meios de comunicação frequentemente têm orientações internas com linhas similares às da OMS.

## Prevenção
O efeito Papageno é o efeito que mídia de massa pode ter ao apresentar alternativas não suicidas a crises. Seu nome se deve ao personagem abandonado, Papageno, da ópera A Flauta Mágica, do austríaco Wolfgang Amadeus Mozart do século XVIII. Este personagem estava quase cometendo suicídio até outros personagens lhe mostrarem uma maneira diferente de resolver seus problemas.
Existem mais pesquisas ao redor dos danos causados pelas "reportagens irresponsáveis" da mídia do que ao redor dos efeitos protetivos de histórias positivas, mas quando jornais se recusam a publicizar eventos suicidas ou mudar a maneira que provêm informações sobre esses eventos, o risco de suicídios copiados diminui.

## Síndrome Yukiko
A síndrome Yukiko foi um fenômeno que ocorreu em 1986 no Japão, após a morte da atriz e cantora japonesa Yukiko Okada. Após morte de Yukiko Okada, e a notícia tomou projeção nacional, uma série de suicídios copiados começaram a ocorrer em todo o Japão, foram atribuídos cerca de 40 suicídios associados a cantora.
A primeira morte registrada foi da estudante coreana de 16 anos, Pak Migi, que pulou para a morte do 13º andar de um prédio de apartamentos em Kobe depois de dizer à irmã mais nova "Eu quero me tornar como Yukiko Okada". A mãe de Pak supostamente não tinha ideia do porquê de sua filha ter se matado, mas as circunstâncias sugerem vários motivos.
A última morte registrada foi de Masahiro Majima, 21 anos, que  tinha fotos de Okada no bolso quando, pouco antes das seis da noite de 02 de maio, ele pulou do mesmo prédio que a cantora havia pulado, Majima caiu no altar improvisado construído para Okada, o jovem ainda estava vivo, mas morreu em uma hora. Ele foi visto em frente ao prédio nos dias anteriores e ficou ali com outros jovens desde o meio da tarde. Seus pais administravam um hospital em outra prefeitura, e ele queria ir para a escola e medicina, mas havia sido reprovado nos exames de admissão. Ele estava desempregado, morava sozinho e se mudara apenas duas semanas antes de sua morte.

## 13 Reasons Why
Um caso recente no cenário mundial que levantou o debate sobre o efeito Werther foi a série 13 Reasons Why da Netflix. No último episódio da primeira temporada, é exibida a cena de suicídio da adolescente Hannah cheia de detalhes, de forma explícita e metódica. Embora a série tenha uma avaliação positiva do público geral, a série é acusada de não levar em conta o perigo para os grupos vulneráveis ao exibir a cena em si.
Entretanto, o Centro de Valorização da Vida (CVV) declarou que o número de emails com pedidos de ajuda subiram 445% (de 55 por dia para mais de 300 por dia) depois da estreia da série. O tráfego no site aumentou 170% (de 2500 visitas por dia para 6770 visitas por dia em abril). De acordo com Carlos Correia, voluntário do CVV, diversas vezes a série é mencionada no atendimento.
| “                                                              | Essa é uma situação comum na ficção, já aconteceu com outras séries, filmes, livros. Vimos como positiva a oportunidade de ajudar os espectadores da série, que podem nunca ter ouvido falar no CVV. | ” |
| — Carlos Correia, voluntário no Centro de Valorização da Vida. | |   |

Por outro lado, a série não cumpre algumas recomendações da Organização Mundial da Saúde quanto à representação midiática do suicídio, que incluem: evitar linguagem que apresente o suicídio como solução para problema; evitar descrição explícita de métodos suicidas; usar de cautela em vídeos que demonstrem cenas suicidas; educar o público sobre o suicídio. Por conseguinte, a série estimulou ideias suicidas em seu público.